# Karl Marx
|  | «Marx» redirigeix aquí. Vegeu-ne altres significats a «Marx (desambiguació)». |

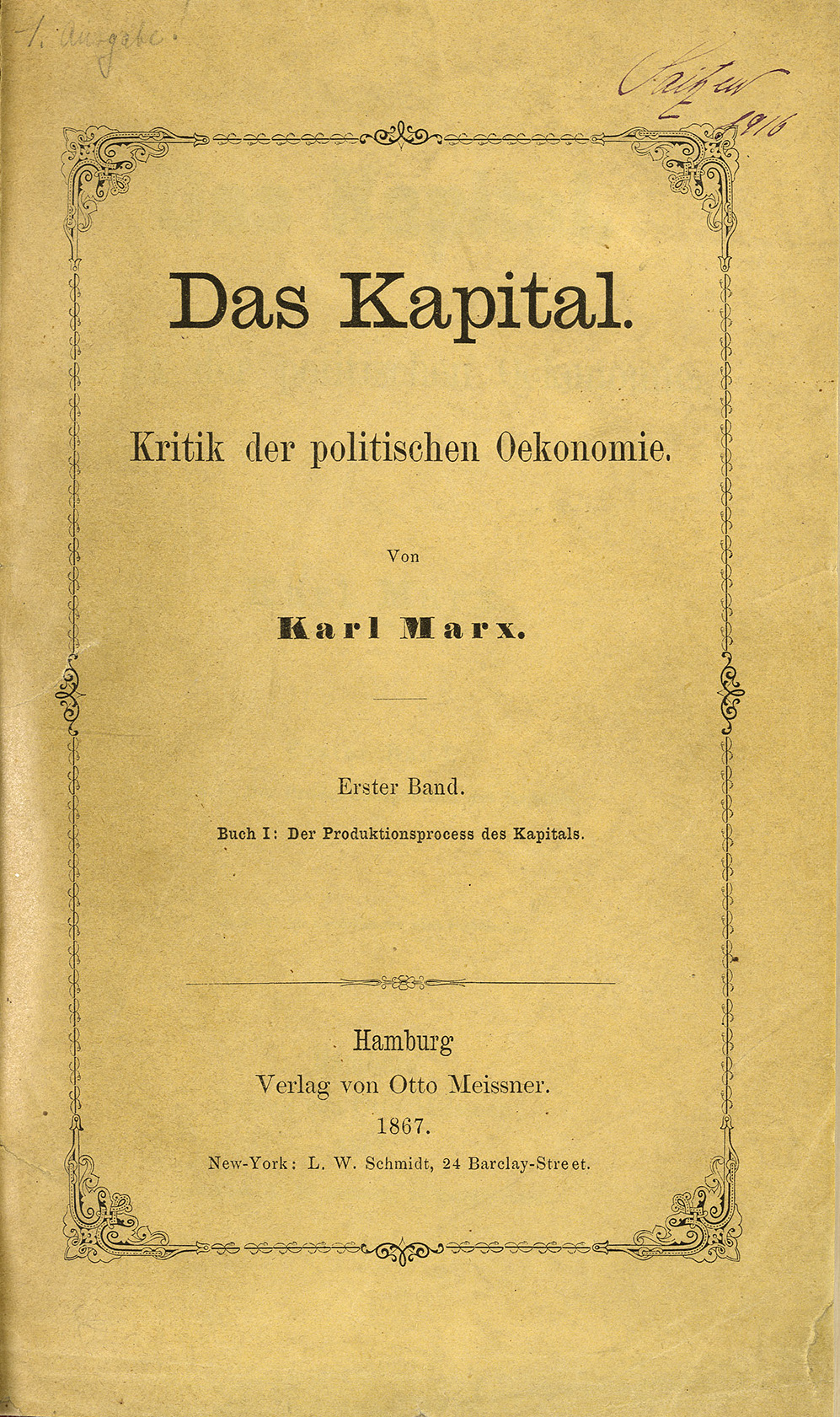
El capital

Karl Heinrich Marx, més conegut com a Karl Marx [ˌkʰaʁl ˌɦa͡ɪ̯nrɪç ˈmaʁks] (Trèveris, 5 de maig de 1818-Londres, 14 de març de 1883), va ser un filòsof, economista polític, sociòleg i revolucionari alemany. Marx va tractar una gran varietat de temes i és conegut, sobretot, per la seva anàlisi de la història en termes de lluita de classes, resumida en l'encapçalament del Manifest comunista: «La història de totes les societats és la història de la lluita de classes». Marx fou el pare teòric del socialisme marxista i del comunisme i, junt amb Friedrich Engels, és considerat una figura històrica clau per entendre la societat i la política contemporànies.
Les seves idees van començar a experimentar una gran influència en el moviment obrer poc després de la seva mort. A aquesta influència, se li va afegir l'ímpetu de la victòria del bolxevisme en la Revolució d'octubre russa.

## Biografia
Va néixer a Trèveris (Renània-Palatinat) en una família jueva acomodada. Va abandonar els estudis de dret, que havia començat a Bonn, i cursà estudis de filosofia, especialment del món clàssic, a Berlín. El 1841 es va doctorar a la Universitat de Jena amb una tesi sobre la filosofia de la natura d'Epicur. El seu pare va morir el 1838. Comença la seva activitat filosòfica amb una crítica a les tesis sobre l'alienació religiosa de Feuerbach. El 1843, viatja a París on funda la revista Els annals francoalemanys.
El 1844, influenciat pel filòsof alemany Hegel, va passar a formar part de la denominada Esquerra Hegeliana i, dels Joves Hegelians, en què coneix el seu company Friedrich Engels, amb qui estableix una bona amistat i una estreta col·laboració intel·lectual i política. L'any 1845, és expulsat de París i se'n va a viure a Bèlgica.
L'any 1848 publica el Manifest comunista, escrit revolucionari que encoratja a la revolució del mateix any. A partir d'aquest moment, Karl Marx i Friedrich Engels s'exilien a Londres, on comencen a elaborar estudis sociològics. La seva obra fonamental (encara que inacabada) és El capital, una obra en 3 volums, en què analitza el capitalisme i les seves dinàmiques.
El 28 de setembre de 1864 es funda a Londres l'AIT (Associació Internacional de Treballadors) -Primera Internacional- de la qual Marx esdevé principal impulsor.
Fins al final de la seva vida, va seguir amb la tasca intel·lectual i la seva activitat política i organitzativa del moviment obrer.

## El pensament de Marx

### L'ésser humà
La filosofia marxiana depèn en gran part de la seva visió sobre la naturalesa de l'ésser humà. De la dialèctica hegeliana, Marx hereta un desdeny per la idea d'una variant de la naturalesa humana subjacent. Per a Marx, no existeix una essència humana en general: l'ésser humà es fa a si mateix, mitjançant la història, en la societat, i transformant la natura: «L'home produeix l'home, a si mateix i l'altre home (...). Igual com és la societat mateixa la que produeix l'home en tant que home, així també és produïda per ell (...). Tota l'anomenada història universal no és altra cosa que la producció de l'ésser humà pel treball humà...».
Així doncs, l'ésser humà és, en primer lloc, un ésser actiu, pràctic, i és el treball la seva activitat principal. Marx entén que cal superar la concepció de l'individu com a ésser teòric, concepció que procedeix de la societat esclavista grega (en què el treball de transformació de la natura estava reservat als esclaus). L'ésser humà és per transformar la natura, i anomena aquest procés de transformació treball i la capacitat per transformar la natura força de treball. Per a Marx, aquesta és una capacitat natural per a l'activitat física que va íntimament lligada al rol actiu de la consciència humana: «una aranya dirigeix operacions semblants a les d'un teixidor, i una abella pot avergonyir un arquitecte en la construcció de les seves cel·les. Però el que fa diferent el pitjor arquitecte de la millor de les abelles és que l'arquitecte construeix la seva estructura en la imaginació abans de fer-ho en la realitat».
El treball posa l'individu en relació amb la natura i amb els altres individus: «la natura apareix com la seva obra i la seva realitat. Igualment, pel treball l'ésser humà construeix la societat i entra en relació amb els altres, de tal forma que
l'essència humana no és una cosa abstracta inherent a cada individu; és, en la seva realitat, el conjunt de relacions socials».

### L'alienació humana
Lògicament, si el concepte d'individu ha canviat, també canviarà el concepte d'alienació. Segons Marx, Feuerbach no es va adonar que no n'hi havia prou a voler «dissoldre el món religiós reduint-lo a la seva base terrenal; en efecte, el fet que la base terrenal se separi de si mateixa i es plasmi en els núvols com a regne independent només pot explicar-se pel mateix esquinçament i la contradicció d'aquesta base terrenal amb si mateixa». Per tant, es tracta d'eliminar els esquinçaments que condueixen l'ésser humà a alienar-se religiosament. Per això, Marx pensa que cal traslladar el problema de l'alienació al seu veritable terreny: l'ateisme manca de sentit i la tasca de la filosofia consisteix a eliminar l'alienació radical de l'individu.
Marx diferencia entre diversos tipus d'alienació. En Manuscrits, se centra en l'alienació del treballador en la societat capitalista. És en el treball on l'ésser humà, en principi, hauria de realitzar-se com a persona. Per a Marx, la possibilitat que un individu pugui donar la seva força de treball és equivalent a ser alienat de la mateixa natura; és una pèrdua espiritual. Marx descrivia aquesta pèrdua en termes de fetitxisme de la mercaderia: d'una banda, els humans produeixen comoditats, d'altra les mercaderies semblen tenir una vida pròpia a què el comportament dels humans s'adapta. I és que, sota el capitalisme, les relacions socials de producció, entre treballadors o bé entre treballadors i capitalistes, són condicionades per les mercaderies, incloent-hi el treball, el qual és venut i comprat en el mercat.
Per tant, en les condicions de treball assalariat, s'esdevé exactament el contrari: el que es produeix és l'alienació de l'ésser humà. L'alienació es dona en quatre aspectes:
1. Pel que fa al producte del seu treball: aquest és l'objectivació del seu treball, però en convertir-se en capital d'altres, apareix davant el treballador com un ésser estrany, com un poder independent que el treballador no domina. Ans al contrari, “com més objectes produeix el treballador, tants menys n'arriba a posseir i tant més subjecte queda a la dominació del seu producte, és a dir, del capital”. (Manuscrits I, pàgines 105 i 106.)
2. Pel que fa a la seva pròpia activitat: “per al treballador, es mostra l'exterioritat del treball en el fet que aquest no és seu sinó d'altre, que no li pertany, que quan hi és no es pertany a si mateix sinó a un altre” (ídem, p. 109), de tal manera que el treball aliena el treballador respecte d'ell mateix. És la paradoxa del treball alienat: “en la seva feina, el treballador no s'afirma, sinó que es nega; no se sent feliç, sinó desgraciat; no desenvolupa una energia física i espiritual lliure, sinó que es mortifica el cos i s'arruïna l'esperit. Per això, el treballador només se sent en si fora de la feina, i en la feina se sent fora de si. Se sent realitzat quan no treballa, i quan treballa no se sent realitzat. El seu treball no és, doncs, voluntari, sinó forçat, treball forçat. Per això, no és la satisfacció d'una necessitat, sinó un simple mitjà de satisfer les necessitats fora de la feina”.[5]
3. Pel que fa a la natura: aquesta apareix com si fos una cosa aliena al treballador, com a propietat d'un altre.
4. Pel que fa als altres humans: l'individu, a diferència dels animals, no solament és capaç de treballar per a ell mateix i les seves pròpies necessitats, sinó també per als altres i per a la transformació del món; però en el treball alienat es talla la relació amb la natura i amb la humanitat: cadascú treballa per a si mateix.

Marx conclou que la propietat privada és la conseqüència del treball alienat. Per això, Marx considera que només el comunisme –entès com a supressió de la propietat privada- donarà pas a l'eliminació de totes les alienacions de la humanitat. El sentit de posseir ha de desaparèixer perquè l'ésser humà pugui alliberar tots els altres sentits físics i espirituals i es pugui relacionar amb les coses per amor a les coses, i no simplement per tenir-les.

### La plusvàlua
Altres aportacions de Marx a la sociologia són la teoria de la plusvàlua, que es fonamenta en el fet que el burgès propietari expropia al treballador una part del que hauria de ser el seu sou, segons les seves hores de treball, per a augmentar els seus beneficis (la plusvàlua).

### La ideologia
La ideologia és definida per Marx com aquella distorsió de la realitat que pretén reflectir el que no és; justament, allò que fan els burgesos i les religions. Per a Marx, la ideologia dominant en una societat, o superestructura, és producte del mode de producció dominant, o infraestructura econòmica. Es tracta d'una relació dialèctica en què la praxi determina la teoria, però la teoria conseqüentment es veu reflectida en la praxi.

### La dialèctica
Marx presenta la seva dialèctica com una inversió de la dialèctica hegeliana. En Marx, la dialèctica ho és de la realitat i no de la idea; i és una dialèctica de la transformació revolucionària de la realitat, no de la seva justificació. La dialèctica en Marx es recolza en la categoria de contradicció i és una dialèctica oberta i inacabada perquè la història i el món real estan també inacabats. No hi ha, doncs, sistema conclòs. I la dialèctica no pretén servir per a justificar la realitat, sinó per a transformar-la o comprendre les seves permanents transformacions.
El materialisme dialèctic comença amb una tesi (estat inicial històric) i una antítesi, que comença a qüestionar la veracitat i condició de la tesi actual. En el moment en què l'antítesi és recolzada per una bona base ideològica i es mobilitza la ciutadania, es produeix una crisi social o conflicte. El resultat del conflicte s'anomena síntesi, però en el fons, com que la història és un canvi constant, tota síntesi no és més que una nova tesi. Per exemple, L'estat absolutista de l'Antic Règim és una tesi, contra la qual apareix una antítesi anomenada Il·lustració. Quan s'enfronten, es produeix la crisi de la Revolució Francesa, que donarà com a síntesi l'estat liberal. Alhora, l'estat liberal capitalista tindrà com a antítesi el socialisme científic o comunisme, que desembocarà en un altre conflicte (Revolució Russa)... i així successivament. En aquest el conflicte entre la burgesia, o la posseïdora de les forces de producció, i el proletariat, la dinàmica provocarà que el capitalisme caigui per les seves contradiccions. Amb tot, Marx elabora la teoria de la revolució, en què detalladament indica els passos a seguir: consciència de classe, revolució, dictadura del proletariat i comunisme.

### El materialisme històric
El materialisme de Marx s'oposa a l'idealisme de Hegel perquè afirma la prioritat de l'ésser sobre el pensament. El materialisme de Marx implica la negació de l'autonomia de les idees respecte a les condicions materials de l'existència humana, i implica també el caràcter dialèctic i històric d'aquesta base material. Aquest materialisme troba la seva millor expressió en el materialisme històric, el qual va ser definit per Engels com la concepció de la història que veu la força impulsora de la societat en el desenvolupament econòmic de la societat, en les transformacions del mode de producció i de canvi, en la consegüent divisió de la societat en classes socials i en les lluites d'aquestes classes entre si. L'economia és el motor de la història i els canvis en la producció són els detonants pel canvi d'un període a un altre.
Marx, en la Contribució a la crítica de l'economia política (1859), afirma que l'estructura econòmica constitueix la base real de la societat. Aquesta estructura està constituïda per les relacions de producció, que són les relacions que s'estableixen entre els individus amb la seva situació respecte de les forces de producció. Jurídicament, s'expressen mitjançant les relacions de producció, i el treballador només posseeix la força de treball (les relacions són diferents en un règim d'esclavitud que en un de servitud).
El concepte de forces productives comprèn el treball (o força de treball) i els mitjans de producció. Les forces productives es mouen dintre del marc format per les relacions de producció. Constitueixen un sistema d'interacció entre elements humans i materials que intervenen en el procés de treball. Les forces productives expressen la manera com els individus es relacionen amb la natura, la qual manera canvia segons el desenvolupament d'aquestes forces. Marx les qualifica d'«ossos i músculs de la producció». El desenvolupament de les forces productives repercuteix directament en la complexitat de la gamma professional i, d'una manera indirecta, en el marc de les relacions de producció i en la sobre estructura que modifiquen gradualment o bé desborden en un moment donat. Per exemple, a mesura que el capitalisme va anar avançant, s'ampliaren els sectors socials de treballadors qualificats i també sense qualificar. Després, sorgiren les organitzacions sindicals i els partits de classe. Aquestes noves organitzacions varen imposar modificacions en el dret laboral, de reunió i fins i tot en la composició del parlament i el caràcter i composició dels governs. Quan el desenvolupament de les forces productives topa amb obstacles seriosos en el marc de determinades relacions de producció i de la seva corresponent sobre estructura política sorgeixen crisis socials i polítiques molt profundes.
Els mitjans de producció són la terra, els recursos naturals i la tecnologia, que són necessaris per a la producció de béns materials.
Les relacions de producció fan referència a les relacions socials i tècniques en les quals els individus intervenen, i utilitzen aquests mitjans de producció. Comprenen les relacions dels humans en el procés de producció, sobretot les relacions respecte de la propietat. Les relacions d'intercanvi de les activitats, de cooperació, de divisió del treball, la posició i les relacions dels diferents grups i classes socials en la producció i en les relacions de distribució. El règim de propietat dominant en cada formació social determina el caràcter de conjunt de la formació social (esclavisme, feudalisme, capitalisme...). Qualsevol canvi profund de l'estructura social i política exigeix un canvi fonamental en les relacions de propietat, amb relació als mitjans de producció (terra, màquines, edificis, eines, etc.). En darrer terme, el factor que decideix sobre les relacions de producció és el de les forces productives i del seu desenvolupament: sempre que aquestes es desenvolupin bé en el marc d'unes determinades relacions de producció, aquest marc experimentarà adaptacions. En canvi, quan el marc esdevé un obstacle, les forces productives acaben per desbordar-lo.
L'estructura econòmica determina o condiciona la superestructura constituïda per les formes de consciència o formes ideològiques, que són el conjunt de representacions (idees, imatges, mites...) i valors d'una societat en un moment donat. La ideologia dominant en cada moment correspon a la ideologia de la classe també dominant. Com a tal, tendeix a justificar l'estructura econòmica del moment present.
En la societat capitalista, la superestructura burgesa capitalista (estat, política, religió, moral, art...) és alienadora: respon i defensa els interessos burgesos. El conflicte esclata gràcies al desenvolupament normal de les forces productives, les quals ja no troben el marc adequat –sinó únicament traves- en les relacions de producció; d'aquesta manera, s'instaura una fase de revolució social que transforma també la superestructura ideològica. Es comprèn, doncs, que Marx pensés que el desenvolupament del sistema capitalista de producció conduiria inevitablement a la superació de la societat burgesa i de la propietat privada.
En conclusió, la història és conduïda (no únicament, però sí principalment) pel desenvolupament de les forces de producció, la principal de les quals és el treball humà. En definitiva, és l'individu, el treballador, l'actor principal de la història. Però aquesta història només pot avançar al preu de contradiccions i lluites. I en aquesta lluita, les forces de la consciència de classe exerceixen un paper important.

### Socialisme i comunisme

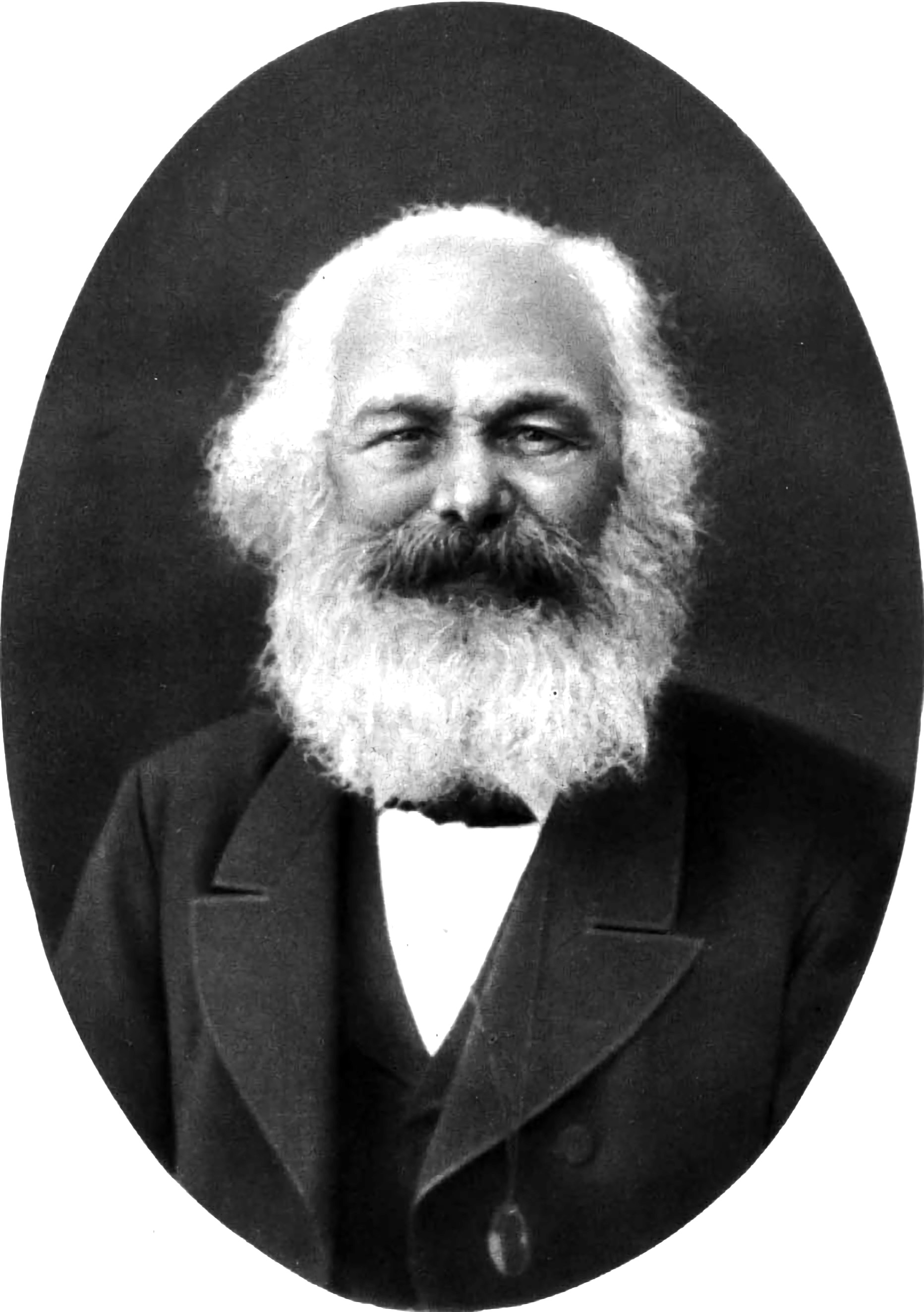
Marx el 1882

Tots els modes de producció s'han caracteritzat pel mateix conflicte de classes. El materialisme històric descriu la direcció d'aquest procés vers la desaparició de les classes i la instauració del comunisme, després de passar pel socialisme.
En una societat en lluita de classes, l'estat pretén ser l'intermediari just entre interessos contraposats, però en realitat és l'instrument que la classe dominant utilitza per a mantenir la seva posició. La fase capitalista, presidida per la propietat privada, serà substituïda per la dictadura del proletariat, que eliminarà la forma privada de propietat, i per la societat comunista: una societat sense classes en la qual imperarà la propietat col·lectiva i l'estat serà abolit. Una societat en què «el lliure desenvolupament de cada persona serà condició necessària per al lliure desenvolupament de tots». Segons Marx, la desaparició de les classes socials permetria a la humanitat viure finalment en pau, en igualtat i llibertat.
Marx va creure que el fracàs del capitalisme era inevitable en detriment del comunisme: «el desenvolupament de la indústria moderna concep de cap a peus la mateixa idea en què la burgesia produeix i s'apropia dels productes. El que la burgesia produeix, sobretot, és la seva tomba. La seva caiguda i la victòria del proletariat són inequívocament inevitables».
El comunisme, futur estat de la societat, es considera la negació del treball actual en el capitalisme. Marx va escriure en La ideologia alemanya: «el comunisme no és per a nosaltres un estat que ha de ser establert, un ideal la realitat del qual s'ha d'ajustar per si mateixa. Anomenem comunisme el moviment vertader que aboleix l'estat actual de les coses. Les condicions d'aquest moviment venen de les premisses existents d'ara».

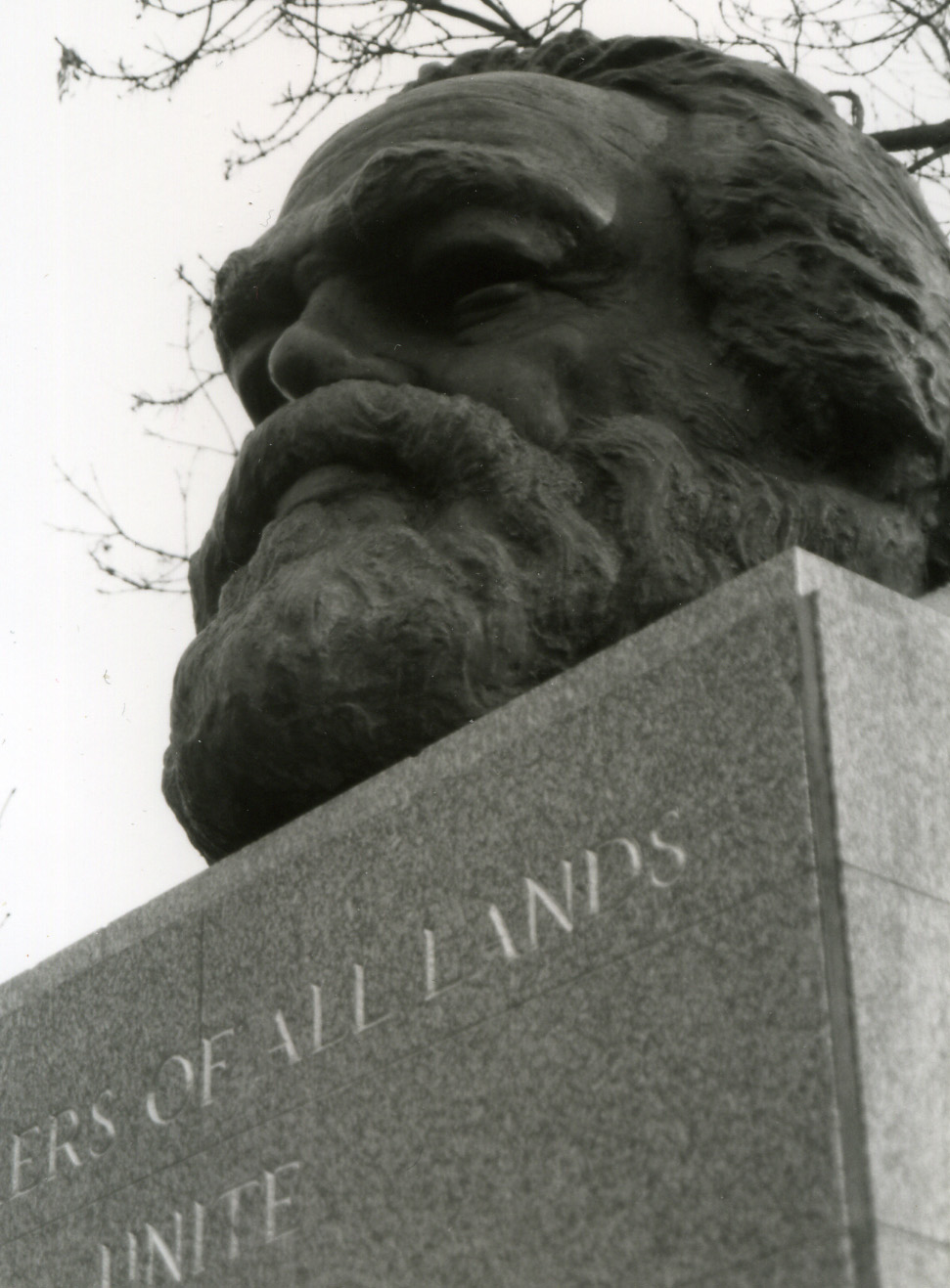
La tomba de Marx a Highgate Cemetery, Londres

## El llegat de Marx en el panorama intel·lectual i polític
La importància del pensament de Karl Marx en el panorama intel·lectual i polític del món contemporani es prolongarà en diverses direccions al llarg de tot el segle xx, i provocarà reaccions contràries, adhesions i reinterpretacions diverses.
En el segle xix, les principals crítiques provenien d'intel·lectuals i organitzacions del moviment obrer que sostenien postures polítiques diferents de les de Marx. Entre d'altres, Mikhaïl Bakunin, anarquista i rival en la inspiració de la Internacional.
Durant l'últim terç del segle xix i, sobretot durant el segle xx, la influència de Marx ha estat variable: a l'Europa de l'Est, fins a l'acabament de la Guerra freda, la teoria sociològica s'ha identificat amb la teoria marxista; però en altres parts del món, especialment als Estats Units, Marx ha estat pràcticament ignorat com a pensador de rellevància sociològica. La influència de Marx a l'Europa occidental ha estat variable. La força del marxisme en els ambients intel·lectuals i organitzacions polítiques va fer que nombrosos pensadors conservadors i liberals intentessin refutar-lo.
Algunes crítiques se centren en elements concrets de l'obra de Marx, mentre unes altres s'oposen a alguna de les versions del cànon marxista elaborat per les organitzacions polítiques i els intel·lectuals socialistes o comunistes.
El fracàs de les societats anomenades comunistes i el seu gir vers una economia capitalista fa necessari replantejar el paper de la teoria marxiana tal com ha estat aplicada per aquestes, igual com les periòdiques crisis i contradiccions insalvables del capitalisme han donat renovada vigència a les seves teories. Alhora, un altre debat important és entre les diverses interpretacions que es fan de l'obra de Marx. En qualsevol cas, Marx va oferir una teoria filosòfica, històrica, econòmica i sociològica coherent que pot emprar-se per a analitzar els sistemes socials. Ha estat discutit fins a quin punt la seva teoria va tenir més o menys relació amb la creació posterior de les societats anomenades comunistes; o si aquestes van contradir-ne la teoria.

## L'obra matemàtica de Marx
Marx és conegut com a filòsof, com a humanista, intel·lectual, com a pensador revolucionari. Els seus estudis econòmics i sociològics són famosos, resumits en la seva gran obra, El Capital. Però, poca cosa se'n sap sobre la seva afició per les matemàtiques, ni de l'existència dels seus tractats i cartes matemàtiques. Tanmateix, Marx dedicà tota la seva vida a l'estudi i anàlisi dels fenòmens socials, i ho va voler fer amb tant de rigor que va acabar completament lliurat a l'estudi de les matemàtiques. Marx neix en ple desenvolupament de la Revolució industrial, és testimoni del creixement del capitalisme, de la creació de noves classes socials i canvis en el model productiu, fet que va afavorir el seu interès per l'anàlisi dels fenòmens socials. El seu objectiu és analitzar la realitat sense pressupòsits ni prejudicis ideològics, és a dir, busca desenvolupar un mètode empíric que li ho permeti. Per això mateix, juntament amb Engels, desenvolupa el materialisme històric, el qual es basa en dades, resultats i avanços científics. Però aquest cop volen analitzar el capitalisme tenint en compte el seu caràcter històric, transitori, evolutiu i no com una cosa estàtica o producte d'una evolució natural. En aquell moment, si no l'única eina, la més rigorosa era el càlcul infinitesimal. Aquest inclou l'estudi de límits, derivades, integrals i sèries finites, i consisteix bàsicament en l'estudi del canvi, de l'evolució.
La seva obsessió principal era entendre el funcionament del capitalisme i, per això, havia d'entendre els problemes de circulació del capital i la funció del tipus de canvi. Per fer-ho, recorre, en primer lloc, a l'estudi de l'aritmètica comercial, però es troba davant del mateix problema: ell vol analitzar la realitat en la seva evolució, en el seu automoviment, i l'aritmètica no li ho permet. Així, es troba totalment abocat a l'estudi i ús del càlcul infinitesimal. Però, aprofundint-hi, descobreix una cosa que el pertorbarà durant la resta de la seva vida i que concentrarà tot el seu interès i energia: el misticisme que envolta el càlcul infinitesimal. Per a ell, és fonamental demostrar el seu rigor com a ciència exacta si vol provar que el materialisme històric és una realitat. S'endinsa en aquesta aventura estudiant tots els manuals i vessants possibles. Finalment, desenvolupa diversos mètodes i símbols propis: proposa un procés de diferenciació "algebraica" per a determinats tipus de funció, busca un algoritme per esbrinar si una funció té derivada, i en aquest cas, trobar-la, presenta també les funcions desenvolupables en sèries completes com a objecte de diferenciació algebraica, i ja parla dels sentits d'una funció, és a dir, "procedents de x", o "anant cap a x", entre molts altres. Evidentment, no resoldrà el problema del misticisme, però finalment escriurà nombrosos esborranys i cartes -escrits encara no publicats-, explicant totes les etapes històriques fonamentals del càlcul infinitesimal. Per a ell, es resumeixen en aquests tres períodes:
1. El càlcul diferencial místic de Newton i Leibniz
2. El càlcul diferencial racional d'Euler i D'Alembert
3. El càlcul purament algebraic de Lagrange
Tot el que es coneix de la seva obra matemàtica s'ha extret de les cartes que s'enviava amb amics i personalitats de l'època, explicant la seva trajectòria i els seus descobriments. De fet, la seva gran obra va ser editada i publicada pel seu íntim amic Engels un cop mort Marx. La majoria de material original de Marx es conserva en poder del govern rus, i no ha estat fins ara editat ni publicat. Està en marxa el projecte internacional MEGA que posarà a l’abast tots els textos de Marx i Engels.

## Recull d'edicions catalanes d'obres de Marx[15]
- La ideologia alemanya (2 volums); Karl Marx, Friedrich Engels; traducció a cura de Jordi Moners i Sinyol. Barcelona: Laia, 1987.

- La misèria de la filosofia: resposta a la Filosofia de la misèria de Proudhom, Karl Marx; prefaci de F. Engels; traducció de Jordi Arquer. Barcelona: Marxista, 1937.

- La misèria de la filosofia: resposta a la Filosofia de la misèria de Proudhom, Karl Marx; prefaci de F. Engels. Barcelona: 7x7, DL 1979.

- Manifest del Partit Comunista / Karl Marx i Frederich Engels; versió d'E. Granier-Barrera; introducció de M. Serra i Moret. Barcelona: Arc de Berà, 1930.

- Manifest del Partit Comunista; Carles Marx i Frederic Engels. Barcelona: Treball, 1948.

- Manifest del Partit Comunista; Karl Marx, Friedrich Engels; presentació: Jesús Mª Rodés; pròleg per Manuel Serra i Moret i Joan Comorera; [traducció directa de l'alemany per Pau Cirera]. Barcelona: Undarius, 1976.

- Manifest del Partit Comunista; K. Marx, F. Engels; [traducció de Jordi Moners i Sinyol. Barcelona: La Magrana: Edicions 62, 1977. Reeditat per Tigre de Paper, 2015 i 2016.

- Manifest comunista; Karl Marx, Friedrich Engels; [traducció: Glòria Battestini]. Barcelona: LUB, 1997.

- Manuscrits economicofilosòfics / Karl Marx; traducció i edició a cura de Gerard Vilar. Barcelona: Edicions 62, 1991.

- Teoria econòmica / Karl Marx; a cura de Robert Freedman; introducció de Harry Schwartz; [traducció de Jordi Solé-Tura]. Barcelona: Edicions 62, 1967.

- El capital (6 volums). Traducció i edició a cura de Jordi Moners. Barcelona: Edicions 62, 1983. Reeditat per Tigre de Paper, 2018.

- Crítica dels programes de Gotha i Erfurt / Karl Marx i Friedrich Engels. Barcelona: Edicions 62, 1971.

- La Guerra civil a França el 1871; introducció de Friedrich Engels. Barcelona: Edicions 62, 1970.

- Cartes a Kugelmann (1862-1874) / Karl Marx; introducció d'E. Czobel. Barcelona: Edicions 62, 1970.

- Cartes sobre El capital; K. Marx i F. Engels; [recull de cartes i notació realitzats per G. Badia; traducció de R. Folch; revisió de S. Soler]. Barcelona: Edició de Materials, 1967.